# Roel van Velzen
Roel van Velzen (Delft, 20 maart 1978), artiestennaam VanVelzen, is een Nederlandse zanger, songwriter, pianist en producer. Hij brak door met zijn energieke poprock en herkenbare stemgeluid, en scoorde meerdere hits in Nederland. Naast zijn muzikale carrière is VanVelzen ook bekend als mede-bedenker van het televisieformat The Voice of Holland, dat wereldwijd is uitgerold. Hij was tevens jarenlang als coach betrokken bij de Nederlandse editie van het programma.

## Biografie

### Jonge jaren
Doordat zijn vader (Kor van Velzen) muzikant was, waren er bij Roel van Velzen thuis altijd muziekinstrumenten. Op zijn middelbare school, het Christelijk Lyceum Delft, zat Van Velzen in verscheidene schoolbandjes en componeerde hij jaarlijks de kerstmusical. Tijdens zijn studie Communicatie Creatief aan de Ichthus Hogeschool in Rotterdam won Van Velzen met zijn studentenband The Goldfish in 1999 de Heineken Student Music Award. Ook sloot hij zich aan bij Crazy Pianos, waar hij tijdens een van zijn optredens in het GelreDome zijn huidige manager (Ruud Vinke) ontmoette.
Tussen 2002 en 2005 maakt Roel deel uit van improvisatietheatergroep Op Sterk Water. Hier speelt hij samen met o.a. met Arjen Lubach.

### Baby Get Higher & DWDD huisband
In 2006 bracht VanVelzen zijn debuutsingle Baby Get Higher uit, die bij verschijnen wordt uitgeroepen tot 3FM Megahit en uiteindelijk de Schaal van Rigter zou ontvangen. Ook in Duitsland wordt Baby Get Higher als single uitgebracht en behaalt aldaar een 30e positie in de Airplay Top 100.
Door een uitzending van het VARA-televisieprogramma De Wereld Draait Door waarin Roel 'verzoekjes' van de andere gasten speelt, ontstaat zijn rol als (eerste) 'huisband' van het programma.
In januari 2007 speelde Van Velzen op Eurosonic Noorderslag en verschijnt zijn tweede single, Burn. Die wordt uitgeroepen tot Alarmschijf en behaalt de top 10 van de hitlijsten.

### Unwind & When Summer Ends
Op 16 maart 2007 verschijnt VanVelzens debuutalbum Unwind, dat meteen op nummer 1 in de Nederlandse Album Top 100 terechtkomt. Veel liedjes van dit album zijn door hemzelf geschreven, in samenwerking met o.a. John Ewbank en Andreas Johnson. Tijdens de uitreiking van de 3FM Awards krijgt VanVelzen de prijs voor beste nieuwkomer en ontvangt hij bij de TMF Awards de prijs voor beste album.
Naar het gelijknamige album start in 2008 de Unwind-Tour. Hier kondigt VanVelzen zijn nieuwe single When Summer Ends aan. Dit nummer, dat hij samen met John Ewbank schreef, fungeert als titelsong voor de film Zomerhitte. VanVelzen ontvangt hiervoor een nominatie voor een Edison in de categorie "Beste nummer". Bovendien speelt VanVelzen dit jaar onder andere in de voorprogramma's van Kelly Clarkson en Bon Jovi en wint hij bij de uitreiking van de 3FM Awards de prijs voor "Beste Live act".

### Take me in & Hear me out
Op 16 januari 2009 komt als voorloper van het tweede album, de single On My Way uit. Het tweede album wordt een dubbelalbum dat in twee losse delen verschijnt. Take Me In verschijnt in mei, in september volgt Hear Me Out. De tweede single van het album was, Love Song, opnieuw een grote airplay-hit voor VanVelzen.
Dj Armin van Buuren brengt in ditzelfde jaar een remix van VanVelzens liedje Broken Tonight uit. In de Verenigde Staten kwam het nummer op 18 binnen in de Hot Dance Chart. Ter promotie treed Roel op met Van Buuren tijdens diens optredens op Dance Valley in Malta, Beiroet, Dubai en in Vancouver. Wederom ontvangt VanVelzen voor een single een Alarmschijf, dit keer voor Take Me In.
Ook naar aanleiding van zijn tweede album gaat VanVelzen op tournee, ditmaal langs de Nederlandse theaters. Onder leiding van regisseur Bavo Galama maakt hij een theaterprogramma waarin, naast de verhalen achter de liedjes, de interactie met het publiek een grote rol speelde. De Hear Me Out-tour doet onder andere het Luxor Theater in Rotterdam, het Chassé Theater en Koninklijk Theater Carré aan.

### The Voice of Holland& Gouden Harp
In 2010 wordt Roel gevraagd om zijn medewerking te verlenen aan een nieuwe talentenjacht, die wordt ontwikkeld door Talpa. Aanvankelijk bedankt hij voor de eer. Als John de Mol hem vraagt waarom, antwoordt Roel: "Als je me zou willen beloven dat het straks écht om de muziek gaat, dan zouden we ze niet moeten kunnen zien". Het idee voor de 'Blinde Audities' is geboren. VanVelzen coacht de winnaar van het eerste seizoen, Ben Saunders, en is daarmee de eerste winnende The Voice coach van de wereld. De komst van het programma betekent een nieuwe impuls voor het fenomeen talentenjachten: The Voice of... zou verschijnen in meer dan 75 versies over de hele wereldn. 
Uit handen van John Ewbank ontvangt Roel in 2011 namens de Stichting Buma Cultuur een Gouden Harp voor zijn bijdrage aan de Nederlandse muziek. Daarnaast kwam in dit jaar een lang gekoesterde droom van hem uit: hij mag tijdens de uitreiking van de Eddy Christiani Award met Queen-gitarist Brian May de nummers Don't Stop Me Now en Tie Your Mother Down spelen. VanVelzen verzorgt tot slot in 2011 vijf keer het voorprogramma van Marco Borsato in het Sportpaleis in Antwerpen en speelt zijn eerste eigen grote show in een volle Heineken Music Hall.

### Wassen beeld & The Rush of Life
In februari 2021 wordt er in Madame Tussauds in Amsterdam een wassenbeeld onthult van Roel. Vrienden, familie, fans én de 'echte Roel' zijn aanwezig bij de onthulling.
In april van dat jaar verschijnt het derde studioalbum; The Rush of Life, dat gelanceerd werd vanaf 153 meter hoogte op het dak van het gebouw van Nationale Nederlanden in Rotterdam. VanVelzen brengt drie singles uit van het gelijknamige album: Too Good to Lose, The Rush of Life en Sing Sing Sing, waarop zijn vader Kor meezingt. 
Die zomer speelt VanVelzen, net als in 2007 en in 2008 op het hoofdpodium van Concert at Sea.
VanVelzen en zijn band trekken in 2013 met theatervoorstelling The Rush of Life door het hele land. Kort na de laatste voorstelling in Carré kondigt hij voor het najaar van 2013 een reprise aan. Voor de Nederlandse bioscoopfilm Soof, zingt en schrijft Roel de titelsong getiteld The Blessed Days. De bijbehorende video wordt eind 2013 bekroond met de 100%NL TV Award voor videoclip van het jaar.

### Masterpeace & Furaha
Vanaf 2013 is VanVelzen ambassadeur van MasterPeace, een internationale vredesbeweging, actief in ruim 40 landen. Op uitnodiging van MasterPeace bezoeken hij en zijn band Congo-Kinshasa. In het kader van 'Music Above Fighting' zet hij samen met de plaatselijke popster Innocent Balumé (Innoss' B.) muziek in als 'wapen' ter verbroedering. In 2014 kwam Innocent naar Nederland en reist hij samen met VanVelzen door het land om op Bevrijdingsdag op verscheidene Bevrijdingsfestivals op te treden.
In dat zelfde jaar vindt 'MasterPeace in Concert' plaats, een evenement waarbij 14 artiesten uit conflictgebieden samen optreden. Roel ontmoet hier het Keniaanse koor 'The Hibby GB's', dat later te horen zou zijn op de single Call It Luck. Roel schrijft het liedje Song For Furaha, geïnspireerd op zijn ontmoeting in Congo met een meisje genaamd Furaha.

### Call It Luck & The Hibby GB's
Begin 2015 brengt VanVelzen zijn nieuwste single Call It Luck uit, een voorloper van het gelijknamige album. Ook toert hij samen met de Keniaanse 'The Hibby GB's' langs de Nederlandse theaters. In het kader van '70 jaar bevrijding' gaf VanVelzen namens de Nederlandse Omroep Stichting (NOS) een muzikale invulling aan nooit eerder vertoonde beelden van de Bevrijding van de Duitse bezetting in Nederland in 1945. Hieruit komt de single If the World's Coming to an End voort. Bovendien speelt VanVelzen Call It Luck tijdens het nationale herdenkingsconcert Bridge to Liberation Experience in Arnhem. 2015 werd afgesloten met het uitbrengen van de kerstsingle Feels Like Coming Together.

### Queen: A Night at the Theatre
VanVelzen reist samen met zijn band en Leo Blokhuis langs de theaters met Queen: A Night at the Theatre. Alle shows van dit programma zijn uitverkocht. 

### Roels Sofasessies & Theatertour
In 2019 en 2020 maakt Roel twee podcastseries over de periode na zijn scheiding voor LINDA. Hierin voert hij, zittend op zijn eigen bank, persoonlijke gesprekken met bevriende collega’s als Richard Kemper, Evi Hansen en Claudia de Breij. Het levert hem een nominatie voor zowel een Mercur Award als een Gouden RadioRing op. De gesprekken in combinatie met Roels nieuwe Nederlandstalige songs resulteren in VanVelzens vijfde theatertour getiteld ‘Change Of Mind’.

### Beste Zangers
Roel is in 2021 deelnemer van het programma Beste Zangers, samen met o.a. Joe Buck en Anneke van Giersbergen. Hiervoor herschrijft hij samen met Paul de Munnik een aantal teksten. Hiervan maakt ‘Jij Maakt Muziek’, zijn interpretatie van het Turkse ‘Beni Benni Boyle’, zichtbaar indruk op de emotionele Karsu. 

### Nederlandstalig
In 2021 brengt het lied ‘Haarlem (Hier Wil Ik Zijn)’ uit: een ode aan de stad waarin hij woont. In 2023 brengt hij een Nederlandstalige EP uit, getiteld Veranderlust, waarvoor hij o.a. samenwerkt met Paskal Jacobsen. Daarop staat ook met daarop o.a. ‘Nu Het Er Op Aankomt’, dat gaat over de laatste reis die hij maakte met zijn vader.Samen met Diggy Dex brengt Roel in 2023 het door hun samen geschreven lied ‘Glas Omhoog’ uit. Als eerbetoon aan zijn geboortestad ‘Delft’ schrijft Roel in het televisieprogramma De Troubadours het lied ‘Vuur = Blauw’.

### De Vrienden van Amstel LIVE!
Roel is een graag geziene gast bij De Vrienden van Amstel LIVE!. In tien verschillende jaargangen levert hij muzikale bijdrages. In 2010 brengt VanVelzen een eerbetoon aan Queen, waarna Amstel besluit om 'De Helden van Amstel' tot een op zichzelf staand evenement te maken. In 2021 is er geen live editie, maar een livestream, in verband met Covid. Het succes van deze stream, resulteerde in de oprichting van The Streamers.

### The Streamers
Roel is sinds maart 2021 onderdeel van de gelegenheidsformatie The Streamers, die tijdens de coronapandemie gratis livestream-concerten gaven vanuit Carré, Paleis Noordeinde, De Kuip en De Efteling. Het aantal kijkers naar de livestream op koningsdag 2021 passeerde de 2,5 miljoen kijkers, aldus de organisatoren. Het is daarmee het best bekeken streaming-event ooit in Nederland. The Streamers speelden tussen 2022 en 2025 zes shows in het Gelredome. 

### Olympische Spelen
Roel heeft opgetreden op zeven verschillende Olympische spelen, in het Holland Heineken House (inmiddels Team NL huis). Hij trad op in Bejing (2008), Vancouver (2010), London (2012), Sotchi (2014), Rio (2016), Pjong Chang (2018) en Parijs (2024). In Pjong Chang verzorgt Roel daar, naast zijn optreden ook samen met Mark Tuitert de presentaties van de huldigingen.

## Diverse trivia
- Op 16 april 2010 is VanVelzen de eerste artiest die optreedt op de ‘heilige’ grond van de Ziggodome tijdens het slaan van de eerste heipaal.
- Roel is van 2013 tot 2020 ambassadeur van Masterpeace, een internationale vredesorganisatie, die kunst en muziek inzet om mensen te verbinden.
- Roel is in 2017 de hoofdartiest in het 5 mei-concert, het concert op de Amstel, waar verder o.a. Remy van Kesteren en Joy Wielkens optraden.
- In 2017 doet de Litouwse zanger Marius Petrauskas mee aan de nationale voorronde voor het Eurovisiesongfestival met een mede door Roel geschreven lied: She's My Universe.
- Roel speelt de rol van Judas Iskariot in The Passion in de editie van 2017.
- Roel verleent zijn medewerking aan meerdere televisieprogramma’s, o.a. Het perfecte plaatje, (2017), Zing! (2023 en 2024) en De Piano (2024).
- In december 2023 speelt Roel de rol van ‘Kornelis Klavier’ in het Sinterklaasjournaal.
- De VanVelzen songs ‘Phoenix’, ‘If The World’s Coming To An End’, ‘Call It Luck’ en ‘Opposite Lover’ worden allen uitgeroepen tot NPO Radio 2 TopSong .
- Roel is sinds 2022 Ambassadeur voor Muziekids. Er wordt in het Sophia Kinderziekenhuis in Rotterdam een muziekstudio gebouwd die zijn naam draagt.
- In mei 2025 is Roel te gast in de populaire podcast Alle Geschiedenis Ooit, en presenteert daarin op bevlogen wijze een aflevering over The Beatles.

## Privé-leven
Roel woont in Haarlem en heeft twee zoons, Laut Pepijn van Velzen (2012) en Boaz Joost van Velzen (2013), die hij samen kreeg met jeugdliefde Marloes. Met haar was hij van 2011 tot 2019 getrouwd. 

## Prijzen
- 2007: 3FM Award voor 'Beste Nieuwkomer' en winnaar van de 'Schaal van Rigter' (4× genomineerd)
- 2007: TMF Award voor 'Beste Album' (2× genomineerd)
- 2008: Goud voor Unwind
- 2008: 3FM Award voor 'Beste Live Act' (4× genomineerd)
- 2009: Platina voor Unwind
- 2010: Goud voor Take Me In & Hear Me Out
- 2011: Gouden Harp namens Stichting Buma Cultuur
- 2012: 100% NL Award (Hit van het jaar), samen met Marco Borsato, Angela Groothuizen en Nick & Simon
- 2013: 100% NL TV Award (beste videoclip van het jaar 2013), voor The Blessed Days
- 2021: The Best Social Award in de categorie Beste Reactie[1]

Van Velzen werd in 2006, 2007, 2008, 2010 en 2013 genomineerd voor een 3FM Award in de categorie 'beste zanger'.

## Discografie

### Albums
| Album met eventuele hitnotering(en) in de Nederlandse Album Top 100 | Datum van verschijnen | Datum van binnenkomst | Hoogste positie | Aantal weken | Opmerkingen |
| ------------------------------------------------------------------- | --------------------- | --------------------- | --------------- | ------------ | ----------- |
| Unwind                                                              | 16-03-2007            | 24-03-2007            | 1(1wk)          | 57           | Platina     |
| Take Me In                                                          | 15-05-2009            | 23-05-2009            | 8               | 35           | Goud        |
| Hear Me Out                                                         | 04-09-2009            | 12-09-2009            | 9               | 7            |             |
| The Rush of Life                                                    | 27-04-2012            | 05-05-2012            | 4               | 19           |             |
| Call It Luck                                                        | 2015                  | 21-11-2015            | 13              | 3            |             |

| Album met hitnotering(en) in de Vlaamse Ultratop 200 albums | Datum van verschijnen | Datum van binnenkomst | Hoogste positie | Aantal weken | Opmerkingen |
| ----------------------------------------------------------- | --------------------- | --------------------- | --------------- | ------------ | ----------- |
| Chasing the Sun                                             | 05-11-2010            | 28-05-2011            | 79              | 2            |             |

### Singles
| Single met eventuele hitnotering(en) in de Nederlandse Top 40 | Datum van verschijnen | Datum van binnenkomst | Hoogste positie | Aantal weken | Opmerkingen |
| ------------------------------------------------------------- | --------------------- | --------------------- | --------------- | ------------ | --- |
| Baby Get Higher                                               | 26-09-2006            | 21-10-2006            | 17              | 8            | Nr. 26 in de B2B Single Top 100 / Megahit |
| Burn                                                          | 22-12-2006            | 20-01-2007            | 7               | 12           | Nr. 14 in de B2B Single Top 100 / Alarmschijf                                                                                                |
| Deep                                                          | 25-05-2007            | 16-06-2007            | 17              | 9            | Nr. 42 in de B2B Single Top 100 / Alarmschijf                                                                                                |
| Shine a Little Light                                          | 05-10-2007            | 06-10-2007            | tip6            | -            | Nr. 72 in de B2B Single Top 100 |
| When Summer Ends                                              | 19-01-2008            | 23-02-2008            | 6               | 14           | uit Zomerhitte / Nr. 6 in de B2B Single Top 100                                                                                              |
| On My Way                                                     | 15-01-2009            | 31-01-2009            | 29              | 6            | Nr. 11 in de B2B Single Top 100 |
| Lovesong                                                      | 20-04-2009            | 23-05-2009            | 20              | 7            | Nr. 9 in de B2B Single Top 100 |
| Other Side of Me                                              | 28-08-2009            | 05-09-2009            | tip4            | -            | Nr. 8 in de B2B Single Top 100 |
| Broken Tonight                                                | 23-10-2009            | 28-11-2009            | 33              | 3            | met Armin van Buuren / Nr. 63 in de B2B Single Top 100                                                                                       |
| Take Me In                                                    | 27-09-2010            | 11-12-2010            | 25              | 7            | Nr. 68 in de B2B Single Top 100 / Alarmschijf                                                                                                |
| Too Good to Lose                                              | 13-05-2011            | 21-05-2011            | tip2            | -            | Nr. 45 in de B2B Single Top 100 |
| One Thousand Voices                                           | 2011                  | 01-10-2011            | 1(1wk)          | 8            | Als onderdeel van The voice of Holland / met Marco Borsato, Angela Groothuizen & Nick & Simon / Nr. 1 in de B2B Single Top 100 / Alarmschijf |
| The Rush of Life                                              | 2012                  | 24-03-2012            | 26              | 9            | Nr. 16 in de B2B Single Top 100 |
| Cross Your Heart                                              | 2012                  | 02-06-2012            | tip7            | -            | Nr. 50 in de B2B Single Top 100 |
| Sing Sing Sing                                                | 2012                  | 24-11-2012            | 31              | 8            | Nr. 30 in de B2B Single Top 100 |
| The Blessed Days                                              | 2013                  | 09-11-2013            | tip8            | -            | |
| Call It Luck                                                  | 2015                  | 28-02-2015            | tip2            | -            | |
| If the World's Coming to an End                               | 2015                  | 16-05-2015            | tip9            | -            | |
| Phoenix                                                       | 2015                  | 12-09-2015            | tip4            | -            | |
| Feels Like Coming Together                                    | 2015                  | 19-12-2015            | tip9            | -            | |
| Christmas Is Coming                                           | 2016                  | -                     |                 |              | |
| Vrienden                                                      | 2018                  | 27-01-2018            | tip7            | -            | met Marco Borsato, Nick & Simon, Xander de Buisonjé, Jeroen van Koningsbrugge, André Hazes jr. & Diggy Dex                                   |
| Opposite Lover                                                | 2019                  | 09-11-2019            | tip19           | -            | |

| Single met hitnotering(en) in de Vlaamse Ultratop 50 | Datum van verschijnen | Datum van binnenkomst | Hoogste positie | Aantal weken | Opmerkingen |
| ---------------------------------------------------- | --------------------- | --------------------- | --------------- | ------------ | ----------- |
| Take Me In                                           | 2010                  | 30-10-2010            | tip9            | -            |             |
| Too Good to Lose                                     | 2011                  | 24-09-2011            | tip42           | -            |             |

### NPO Radio 2 Top 2000
| Nummers met noteringen in de NPO Radio 2 Top 2000 | '07  | '08 | '09  | '10  | '11  | '12  | '13  |
| ------------------------------------------------- | ---- | --- | ---- | ---- | ---- | ---- | ---- |
| Baby Get Higher                                   | 1421 | -   | 1147 | 717  | 592  | 825  | 1635 |
| Love Song                                         | ×    | ×   | 1224 | 1206 | 1470 | -    | -    |
| When Summer Ends                                  | ×    | -   | 1664 | 1434 | 1553 | 1823 | -    |

1. ↑  Een '-' betekent dat het nummer niet was genoteerd, een '×' betekent dat het nummer nog niet was uitgebracht en een vetgedrukt getal geeft de hoogste notering van een nummer aan.
2. ↑  2007 was het eerste jaar met een notering voor VanVelzen.
3. ↑  Deze tabel is bijgewerkt tot en met de meest recente editie (2024).